# Hedwig Courths-Mahler
Hedwig Courths-Mahler foi uma escritora alemã, nascida Ernestine Friederike Elisabeth Mahler em 18 de fevereiro de 1867, em Nebra (Unstrut), e falecida em 26 de novembro de 1950, em Rottach-Egern, Bavaria).

## Carreira
Ela também usou os pseudônimos H. Brand Relham, Gonda Haack e Rose Bernd .
Os romances de Hedwig Courths-Mahler's geralmente seguem um estilo singular: escalas sociais, com personagens de diferentes classes que se apaixonam. Os amantes lutam contra todos os tipos de intrigas e finalmente se unem como um casal, ganhando riqueza e uma posição de destaque .
No Brasil, diversos de seus títulos fizeram parte da Coleção Rosa.

## Obras da autora
| nº  | Título original                 | Tradução google               | Título em Português    | Tradutor(a)         | Ano              |
| --- | ------------------------------- | ----------------------------- | ---------------------- | ------------------- | ---------------- |
| #01 | Die wilde Ursula                | Úrsula, a selvagem            |                        |                     | 1912             |
| #02 | Was Gott zusammenfügt (novel)   | O que Deus une                |                        |                     | 1913             |
| #03 | Die Bettelprinzeß (novel)       | A princesa mendiga            |                        |                     | 1914             |
| #04 | Der tolle Hassberg              | O grande Hassberg             |                        |                     | 1916             |
| #05 | Ich will (novel)                | Eu quero                      |                        |                     | 1916             |
| #06 | Untreau                         | Infiel                        |                        |                     | 1916             |
| #07 | Griseldis (novel)               | Griselda                      |                        |                     | 1917             |
| #08 | Meine Käthe (novel)             | Minha Kathe                   |                        |                     | 1917             |
| #09 | die Aßmanns                     | Os Assmanns                   |                        |                     | 1918             |
| #10 | Eine ungeliebte Frau (novel)    | Uma mulher não amada          |                        |                     | 1918             |
| #11 | Die schöne Unbekannte (novel)   | O belo desconhecido           |                        |                     | 1918             |
| #12 | Rote Rosen                      | Rosas vermelhas               |                        |                     | 1919             |
| #13 | Der Scheingemahl (novel)        | A refeição simulada           |                        |                     | 1919             |
| #14 | Das stille Weh                  | A tristeza silenciosa         |                        |                     | 1919             |
| #15 | Die Herrin von Retzbach         | a amante de Retzvach          |                        |                     | 1920             |
| #16 | Im Buchengrund                  | No motivo da reserva          |                        |                     | 1920             |
| #17 | Wenn Wüsnche töten könnten      | Se os desejos pudessem matar  |                        |                     | 1925             |
| #18 | Magdalas Opfer)                 | *                             |                        |                     | 1929             |
| #19 | Die ungleichen Schwestern       |                               | As irmãs desiguais     |                     | 1931             |
| #20 | Die Flucht vor der Ehe (novel)  | Fuga do casamento             |                        |                     | 1934             |
| #21 | Die verstossene Tochter         | A filha rejeitada             |                        |                     |                  |
| #22 | Seine Frau                      |                               | A esposa ideal         | Alberto Denis       |                  |
| #23 | Was ist denn liebe?             |                               | Que é o amor?          | Alberto Denis       | ano desconhecido |
| #24 | Was wird aus Lori?              | O que vai acontecer com Lori? | O impossível amor      | José Geraldo Vieira |                  |
| #25 | *                               |                               | Contigo até a morte    | Mariano Torres      |                  |
| #26 | *                               |                               | Acorda, coração        | Mariano Torres      |                  |
| #27 | Heimchen, wie lieb ich dich     | Grilinho, como eu te amo      | À espera da felicidade | Aldo Della Niña     |                  |
| #28 | Ich Hab so Viel um Dich Geweint | Eu chorei muito por você      | Como chorei por você   | Aldo Della Nina     | 1955             |
| #29 | Des Herzens süsse not           | A doçura do coração           | Ansiedade              | Aldo Dela Nina      | 1955             |

Observação: Os dados de publicação foram buscados nos próprios livros, no sítio da Biblioteca Nacional ou em ofertas de livros usados em sebos virtuais.